# Linea Seibu Yūrakuchō
La  Linea Seibu Yūrakuchō (西武有楽町線?, Seibu Yūrakuchō-sen) è una breve linea ferroviaria suburbana gestita dalle Ferrovie Seibu. La ferrovia fa parte dei servizi diretti della linea Yūrakuchō e della linea Fukutoshin e opera assieme alla linea Seibu Ikebukuro.

## Storia
La linea venne inaugurata nel 1983 e inizialmente era costituita dalla sezione fra Shin-Sakuradai e Kotake-Mukaihara, e iniziò il servizio come estensione della linea Yurakucho della metropolitana di Tokyo. Nel 1994 venne aperta l'estensione a Nerima presso la quale poteva immettersi sui binari della linea Seibu Ikebukuro. Nel 1998 venne completato il raddoppio dei binari nell'ultima sezione, e questo diede via ai servizi diretti sulla linea Ikebukuro.
Dal 10 settembre 2012 anche i treni della linea Fukutoshin continuano il loro percorso sulle linee Seibu Yurakucho e Ikebukuro.

### Stazioni
| Nome stazione                                   | Giapponese | Distanza | Semi espresso | Rapido | Collegamenti                                                            | Posizione |
| ----------------------------------------------- | ---------- | -------- | ------------- | ------ | ----------------------------------------------------------------------- | --------- |
| Treni provenienti dalla Linea Seibu Ikebukuro   |            |          |               |        |                                                                         |           |
| Nerima                                          | 練馬       | 0.0      | ●             | ●      | Linea Seibu Ikebukuro (servizio diretto) Linea Seibu Toshima Linea Ōedo | Nerima    |
| Shin-Sakuradai                                  | 新桜台     | 1.4      | ●             | ●      |                                                                         | Nerima    |
| Kotake-Mukaihara                                | 小竹向原   | 2.6      | ●             | ●      | Linea Yūrakuchō Linea Fukutoshin                                        | Nerima    |
| Prosecuzione sulle linee Yūrakuchō e Fukutoshin |            |          |               |        |                                                                         |           |

## Materiale rotabile
- Tokyo Metro serie 7000
- Tokyo Metro serie 10000
- Seibu serie 6000
- Tōkyū serie 5050-4000